# Vườn quốc gia Rừng Casentinesi, Monte Falterona, Campigna
Vườn quốc gia Rừng Casentinesi, Monte Falterona, Campigna là một vườn quốc gia của Ý. Được thành lập vào năm 1993, vườn quốc gia có diện tích 368 km vuông nằm về hai phía của lưu vực sông Apennine giữa hai vùng Romagna và Tuscany giữa các tỉnh Forlì Cesena, Arezzo và Florence.
Vườn quốc gia nằm dọc theo dãy núi dài, dốc xuống các thung lũng song song nhau phía Romagna và thoải dần phía Tuscany, đặc biệt ở Casentino, nơi có thung lũng Arno rộng lớn.

## Động thực vật
Phần lớn diện tích của nó được bao phủ bởi rừng cây, đặc biệt là thực vật núi cao và núi thấp. Một số loài thực vật chủ yếu phải kể đến Carpinus betulus, Quercus cerris (Sồi Thổ Nhĩ Kỳ), Castanea (Dẻ Trùng Khánh), linh sam, sồi. Vườn quốc gia là nơi góp mặt của 1000 loài thực vật thân thảo, trong đó có 48 loài cây bụi. Khu vực có giá trị nhất tìm thấy trong hẻm núi Falco-Falterona.
Về động vật, vườn quốc gia là nơi có mặt của nhiều loài động vật hoang dã quý hiếm và bị đe dọa, trong đó kể đến Sói Apennine, Cú lợn lưng xám, Lợn rừng, Diều thường, Đại bàng, Lửng châu Âu, Hươu hoang, Chồn Martet, Hươu đỏ, Cáo đỏ, Hoẵng châu Âu, Hù nivicon
Một phần của Vườn quốc gia này thuộc Sasso Fratino (khu bảo tồn thiên nhiên đầu tiên của Ý) là một phần của Các khu rừng sồi nguyên sinh trên dãy Carpath và các khu vực khác của châu Âu được UNESCO công nhận là Di sản thế giới.